# Malvastrum hispidum
Malvastrum hispidum là một loài thực vật có hoa trong họ Cẩm quỳ. Loài này được (Pursh) Hochr. mô tả khoa học đầu tiên năm 1917.